# Herrarnas 200 meter bröstsim vid världsmästerskapen i kortbanesimning 2024
Herrarnas 200 meter bröstsim vid världsmästerskapen i kortbanesimning 2024 avgjordes den 13 december 2024 i Donau Arena i Budapest i Ungern.
Guldet togs av spanske Carles Coll efter ett lopp på 2 minuter och 1,55 sekunder. Silvret togs av Kirill Prigoda som tävlade för Neutral Athletes B och bronset togs av japanske Yamato Fukasawa.

## Rekord
Inför tävlingens start fanns följande världs- och mästerskapsrekord:
|                   | Namn           | Nation   | Tid     | Ort            | Datum            |
| ----------------- | -------------- | -------- | ------- | -------------- | ---------------- |
| Världsrekord      | Kirill Prigoda | Ryssland | 2.00,16 | Hangzhou, Kina | 13 december 2018 |
| Mästerskapsrekord | Kirill Prigoda | Ryssland | 2.00,16 | Hangzhou, Kina | 13 december 2018 |

## Resultat

### Försöksheat
Försöksheaten startade klockan 09:40.
| Placering | Heat | Bana | Namn                    | Nationalitet       | Tid     | Noteringar |
| --------- | ---- | ---- | ----------------------- | ------------------ | ------- | ---------- |
| 1         | 3    | 5    | Yamato Fukasawa         | Japan              | 2.02,24 | 0Q0        |
| 2         | 3    | 4    | Aleksandr Zjigalov      | Neutral Athletes B | 2.02,46 | 0Q0        |
| 3         | 4    | 1    | AJ Pouch                | USA                | 2.03,06 | 0Q0        |
| 4         | 4    | 4    | Kirill Prigoda          | Neutral Athletes B | 2.03,61 | 0Q0        |
| 5         | 5    | 3    | Carles Coll             | Spanien            | 2.03,63 | 0Q0        |
| 6         | 4    | 5    | Caspar Corbeau          | Nederländerna      | 2.03,86 | 0Q0        |
| 7         | 4    | 3    | Ilja Sjymanovitj        | Neutral Athletes A | 2.04,11 | 0Q0        |
| 8         | 5    | 4    | Joshua Yong             | Australien         | 2.04,15 | 0Q0        |
| 9         | 5    | 5    | Qin Haiyang             | Kina               | 2.04,42 | R          |
| 10        | 3    | 3    | Joshua Collett          | Australien         | 2.04,48 | R          |
| 11        | 4    | 0    | Jan Kałusowski          | Polen              | 2.04,63 |            |
| 12        | 4    | 6    | Cho Sung-jae            | Sydkorea           | 2.04,78 |            |
| 13        | 5    | 0    | Denis Petrashov         | Kirgizistan        | 2.05,45 |            |
| 14        | 3    | 2    | Darius-Stefan Coman     | Rumänien           | 2.06,19 |            |
| 14        | 5    | 2    | Adam Chillingworth      | Hongkong           | 2.06,19 |            |
| 16        | 3    | 6    | Yu Zongda               | Kina               | 2.06,24 |            |
| 17        | 3    | 7    | Eoin Corby              | Irland             | 2.06,45 |            |
| 18        | 4    | 7    | Andrius Šidlauskas      | Litauen            | 2.06,65 |            |
| 18        | 5    | 6    | Sai Ting Adam Mak       | Hongkong           | 2.06,65 |            |
| 20        | 5    | 7    | Berkay Ömer Öğretir     | Turkiet            | 2.07,54 |            |
| 21        | 4    | 9    | Oliver Dawson           | Kanada             | 2.07,61 |            |
| 22        | 2    | 5    | Vicente Villanueva      | Chile              | 2.07,69 |            |
| 23        | 5    | 8    | Ruei-Hong Tsai          | Taiwan             | 2.07,75 |            |
| 24        | 4    | 2    | Christopher Rothbauer   | Österrike          | 2.09,23 |            |
| 25        | 5    | 1    | Matthew Randle          | Sydafrika          | 2.09,63 |            |
| 26        | 3    | 0    | Juan García             | Colombia           | 2.09,66 |            |
| 27        | 5    | 9    | Einar Margeir Ágústsson | Island             | 2.09,97 |            |
| 28        | 2    | 3    | Jaouad Syoud            | Algeriet           | 2.10,19 |            |
| 29        | 2    | 2    | Emmanuel Gadson         | Bahamas            | 2.10,49 |            |
| 30        | 3    | 9    | Maksim Manolov          | Bulgarien          | 2.11,12 |            |
| 31        | 2    | 1    | Giacomo Casadei         | San Marino         | 2.11,91 |            |
| 32        | 2    | 6    | Amro Al-Wir             | Jordanien          | 2.12,03 |            |
| 33        | 3    | 8    | Louis Droupy            | Schweiz            | 2.12,78 |            |
| 34        | 2    | 4    | Daniils Bobrovs         | Lettland           | 2.13,00 |            |
| 35        | 3    | 1    | Constantin Malachi      | Moldavien          | 2.13,20 |            |
| 36        | 2    | 8    | Jacob Story             | Cooköarna          | 2.14,33 |            |
| 37        | 2    | 9    | Steven Insixiengmay     | Laos               | 2.14,37 |            |
| 38        | 1    | 5    | Alexandros Grigoriou    | Cypern             | 2.14,40 |            |
| 39        | 1    | 3    | Mohammad Alotaibi       | Saudiarabien       | 2.16,10 |            |
| 40        | 2    | 0    | Saud Ghali              | Bahrain            | 2.17,16 |            |
| 41        | 2    | 7    | Jonathan Raharvel       | Madagaskar         | 2.18,13 |            |
| 42        | 1    | 4    | Kouki Watanabe          | Nordmarianerna     | 2.25,70 |            |

### Final
Finalen startade klockan 17:50.
| Placering | Bana | Namn               | Nationalitet       | Tid     | Noteringar |
| --------- | ---- | ------------------ | ------------------ | ------- | ---------- |
| 1         | 2    | Carles Coll        | Spanien            | 2.01,55 |            |
| 2         | 6    | Kirill Prigoda     | Neutral Athletes B | 2.01,88 |            |
| 3         | 4    | Yamato Fukasawa    | Japan              | 2.02,01 |            |
| 4         | 5    | Aleksandr Zjigalov | Neutral Athletes B | 2.02,12 |            |
| 5         | 7    | Caspar Corbeau     | Nederländerna      | 2.02,44 |            |
| 6         | 3    | AJ Pouch           | USA                | 2.02,84 |            |
| 7         | 8    | Joshua Yong        | Australien         | 2.03,21 |            |
| 8         | 1    | Ilja Sjymanovitj   | Neutral Athletes A | 2.03,49 |            |